# Fernando Martínez Castellano
Fernando Martínez Castellano (Valencia, 29 de mayo de 1942[cita requerida]-20 de mayo de 2024) fue un político español de la Comunidad Valenciana. Fue el primer alcalde democrático de Valencia tras la muerte de Franco.

## Biografía
Militó en la federación valenciana del PSOE durante la Transición. Al producirse el primer congreso del PSPV-PSOE (febrero de 1978), Martínez Castellano, alineado con el sector más izquierdista, fue nombrado encargado de Finanzas en la ejecutiva presidida por Joan Pastor. Sin embargo, al dimitir Joan Pastor en junio de 1979, y ser desplazado éste por Joan Lerma en el congreso extraordinario de julio de 1979, abandonó esta responsabilidad.
En el intervalo, Fernando Martínez Castellano fue el cabeza de lista del PSPV-PSOE para Valencia en las primeras elecciones municipales celebradas tras la muerte de Franco (3 de abril de 1979).
Poco después, Martínez Castellano fue uno de los integrantes de la mayoría del XXVIII Congreso del PSOE (celebrado a mediados de mayo de 1979) que rechazó la pretensión del secretario general, Felipe González, de eliminar al marxismo de la definición ideológica del PSOE, lo que provocó la dimisión de aquel (una gestora, presidida por José Federico de Carvajal, se hizo cargo de la dirección hasta la celebración, en septiembre, de un congreso extraordinario, que vio la renuncia definitiva del PSOE al marxismo y la vuelta de Felipe González a la secretaría general).
La presencia de Martínez Castellano en los sectores "críticos" del PSOE y el PSPV-PSOE, así como su oposición a la integración del PSPV en el PSOE, unida a una presunta malversación de fondos durante su etapa al frente de las finanzas del PSOE autonómico, llevaron a su expulsión del partido en septiembre de 1979, y a su dimisión como alcalde, siendo sucedido por el también socialista Ricard Pérez Casado. Fue también cesado como concejal, pero el Tribunal Constitucional juzgó su reposición, generando la doctrina de que los puestos electos pertenecen a los elegidos y no a los partidos en cuyas listas los consiguieron.
Tras su periodo como alcalde abandonó la política activa y no fue en ninguna otra lista electoral tras el 3 de abril de 1979. Colaboró en diferentes medios de comunicación de Valencia. En el diario Las Provincias publicó su columna de opinión "En Fila India".